# Molophilus (Molophilus) mancus
Molophilus (Molophilus) mancus is een tweevleugelige uit de familie steltmuggen (Limoniidae). De soort komt voor in het Australaziatisch gebied.